# Yoon Won-jin
Yoon Won-jin (hangul 윤원진, ur. w 1970) – południowokoreański szpadzista, brązowy medalista mistrzostw świata.
Podczas mistrzostw świata w Atenach w 1994 roku Koreańczycy w składzie: Lee Sang-ki, Lee Sang-yeop, Yoon Won-jin i Ku Kyo-dong zdobyli brązowy medal w szpadzie drużynowej. Był to jedyny medal wywalczony przez Yoona w zawodach tego cyklu. Na rozgrywanych rok wcześniej mistrzostwach świata w Essen zajął 17. miejsce w turnieju indywidualnym.
Nigdy nie wziął udziału w igrzyskach olimpijskich.
Ponadto zdobył brązowy medal w zawodach drużynowych na igrzyskach azjatyckich w Hiroszimie (1994).